# Elizabeth Roboz Einstein
Elizabeth Roboz-Einstein, madžarsko-ameriška biokemičarka in nevro znanstvenica, * 11. april 1904, Orastie, - † 9. januar 1995 Znana je po prečiščenju in karakterizaciji osnovnega mielinskega proteina (MBP), raziskovanju njegove možne vloge pri nevro-degenerativni bolezni multiple skleroze (MS) in pomoči, da je področje nevro-kemije prišlo do veljave.

## Zgodnja leta in izobraževanje
Elizabeth Roboz se je rodila leta 1904 v Szászvárosu v Transilvaniji, kraljevina Madžarska (danes Orăștie, Romunija). Njen oče, gimnazijski učitelj in glavni mestni rabin, je umrl leta 1914, mati pa se je z Elizabeth in njenimi petimi brati in sestrami preselila v Nyiregyházo na Madžarskem . 
Oceno odlično je prejela pri vseh petih predmetih mature, toda v zadnjem letu srednje šole je madžarski parlament omejil število judovskih študentov, ki bi jih lahko sprejeli na univerzo v Budimpešti. Ker se je zavedala, da so ji morebiti vrata na univerzo v Budimpešti zaprta, se je vpisala na dunajsko univerzo. Leta 1928 je doktorirala summa cum laude iz organske kemije, nato pa se je vrnila na Madžarsko, kjer je Univerza v Budimpešti zahtevala ponovitev izpitov, preden potrdi njeno diplomo. 
Zaradi rastočega antisemitizma na Madžarskem se je leta 1940 z vizumom kmetijskega specialista umaknila v ZDA. Njena družina je ostala na Madžarskem, druga svetovna vojna jo je razdejala; njena mati je med vojno umrla, njenega brata Karla in dva njena svaka pa so madžarski nacisti ubili. Po vojni so se ji drugi bratje in sestre pridružili v Združenih državah Amerike; ena od njih, Edith, je živela pri njej v Palo Altu v Kaliforniji. 

## Kariera in raziskave

### Kariera
Roboz-Einstein je svojo raziskovalno kariero začela z raziskovanjem rastlin. Pred diplomo je študirala na Dunaju preučevala biokemijo rastlin v Zellnerjevem laboratoriju. V madžarskem podjetju Agricultural Industry je ustanovila laboratorij za rastlinsko prehrano in ustanovo zastopala na mednarodnih znanstvenih konferencah. Po priselitvi v ZDA je ustanovila še en laboratorij za prehrano rastlin, tokrat v podjetju za gojenje krompirja v Stocktonu v Kaliforniji. 
Po teh zgodnjih položajih v industriji se je Roboz-Einstein preusmerila v akademske kroge, kjer je njena kariera šla skozi več ustanov. Najprej je bil na vrsti Kalifornijski tehnološki inštitut (Caltech), kjer je leta 1942 kot raziskovalna asistentka začela proučevati Aloe vero z bioorganskim kemikom Ariejem Janom Haagen-Smitom. Napredovala je v znanstveno sodelavko, vendar Caltech ni imenoval profesoric, zato se je leta 1945 odločila za mesto izredne profesorice kemije na univerzi v Wyomingu. Na tem položaju je ostala, vzporedno z mestom na Fakulteti za inženirstvo kot raziskovalni kemik, vse do leta 1948, ko se je kot raziskovalna sodelavka zaposlila na univerzi Stanford in raziskovala v Laboratoriju za raziskave hrane Stanfordskega inštituta. 
Leta 1952 je zapustila Stanford in se preselila na univerzo v Georgetownu, kjer je zasedla položaj izrednega profesorja biokemije; učila je študente medicine, poleg tega predavala v bolnišnici Veteranske uprave. V Georgetownu je ob študiju nevrokemije za namene svojih predavanj odkrila zanimanje za multiplo sklerozo. 
Leta 1958 se je vrnila na univerzo Stanford (tokrat kot izredna profesorica nevrologije in medicinske mikrobiologije), kjer so jo izbrali za vodjo novega Koshlandovega laboratorija za nevro-kemijo.
Da bi bila bliže domu, se je leta 1959 se je preselila na medicinsko fakulteto Kalifornijske univerze v San Franciscu, kasneje pa na kampus v Berkeleyu.
Velik del njenega dela so podprli Nacionalni inštituti za zdravje (NIH), za katere je raziskovala v Laboratoriju za klinične znanosti NIMH (prej odsek za klinično biokemijo, odsek za klinično fiziologijo in oddelek za psihosomatsko medicino).
Bila je članica Ameriškega društva kemikov, Društva za eksperimentalno biologijo in medicino ter Ameriške akademije za nevrologijo. Leta 1957 je skupaj z Maynardom Cohenom in Donaldom B. Towerjem ustanovila odsek za nevro-kemijo pri Ameriški akademiji za nevrologijo, s prvim sestankom oddelka na srečanju v Bostonu leta 1957. 

### Raziskave
Roboz-Einsteinova in Karian Kies na Nacionalnem inštitutu za zdravje NIMH sta osnovni protein mielina (MBP) opredelila kot antigen, ki je odgovoren za spodbujanje imunskega odziva pri eksperimentalnem alergijskem encefalomielitisu (EAE), modelnem sistemu, ki se uporablja za preučevanje multiple skleroze (MS) in drugih bolezni z izgubo mielinskega plašča. Znanstvenici sta vedeli, da lahko povzročita avto-imunski odziv, ki vodi do encefalitisa in razgradnje mielina (maščobnega ovoja, ki ovija in izolira živčna vlakna), če živalim vbrizgata živčno tkivo, vendar dotlej nista vedeli, kaj natančno v tem tkivu spodbuja imunski odziv. Roboz-Einsteinova in Kies sta uspeli očistiti MBP in dokazali, da povzroča EAE. To odkritje je Robozu-Einsteinu in drugim znanstvenikom omogočilo ugotoviti, kateri predeli teh beljakovin imajo antigenske lastnosti. kar je izboljšalo modelni sistem in usmerilo raziskave na možne imuno terapije pri te vrste boleznih.
Leta 1968 je od Nacionalnega društva za multiplo sklerozo prejela 28 405 dolarjev za raziskave, pri katerih so Einstein in njeni sodelavci na kalifornijski univerzi v San Franciscu, med drugimi dr. Li-Pen Chao, iskali vzroke za nastanek encefalopatije. Razvila je tudi metode za merjenje ravni imunoglobulina in glikoproteinov v komponentah cerebrospinalne tekočine (CSF) in preučevala, kako so njihove spremembe vplivale bolezen. Od leta 1961 do 1962 je bila štipendistka SEATO na univerzi v Bangkoku , kjer je na Pasteurjevem inštitutu sodelovala pri preučevanju encefalomielitisa, do katerega lahko pride po cepljenju proti steklini.
Poleg raziskav bolezni živčnega sistema se je lotila tudi raziskav, ki naj bi ji pomagale bolje razumeti normalen razvoj živčnega sistema. Na kalifornijski univerzi v San Franciscu je vodila raziskave beljakovin v živčnem tkivu, zlasti proteinov, ki nastanejo med nastankom mielina, in proučevala njihove spremembe med razvojem.  Na kalifornijski univerzi v Berkeleyju je sodelovala s kolegico Paolo S. Timiras pri študiju interakcij možganov in endokrinih žlez. Zlasti so jih zanimali učinki ščitničnih hormonov na proces nastanka mielina in pri tem ugotovili, da vplivajo na začetek procesa, pa tudi na sestavo in obilico mielina, ki nastaja med razvojem možganov. To je privedlo do nadomestnega hormonskega zdravljenja za novorojenčke, ki trpijo zaradi hipotiroidizma.

## Osebno življenje
Roboz-Einsteinova se je junija 1959. poročila s Hansom Albertom Einsteinom, prvim sinom fizika Alberta Einsteina in profesorjem hidravlike na Kalifornijski univerzi v Berkeleyju. Otrok nista imela, Hans je iz prvega zakona s Friedo Knecht imel štiri otroke, od katerih sta le dva preživela do odrasle dobe. Hans je umrl 26. julija 1973, Roboz pa je napisala njegovo biografijo Hans Albert Einstein: Spomini na njegovo življenje in najino življenje skupaj (1992).
Roboz-Einsteinovo odkritje osnovnega proteina mielina kot povzročitelja encefalitisa je vzbudilo zanimanje Jonasa Salka, ki ga je zanimalo, ali je protein vpleten v multiplo sklerozo. Oktobra 1965 je obiskal Robozovo, da bi izvedel kaj več; postala sta prijatelja in poklicno sodelovala; leta dolgo sta si pisala pisma. Roboz-Einsteinova si je dopisovala tudi z mikrobiologinjo Esther Lederberg.
Njeni konjički so bili potovanja, kuhanje, glasba in narava.
Umrla je 9. januarja 1995 v svojem domu v Berkeleyju v Kaliforniji.

## Odlikovanja in nagrade
- Univerza v Kaliforniji v Berkeleyju ima v njeno čast štipendijo Elizabeth Roboz Einsteinove za doktorske študente, ki raziskujejo na področju razvojno nevroznanosti. [17]
- Nagrada Medaglia d'Oro di Milano, Mednarodno združenje za nevrokemijo, 1970. [18]
- Leta 1984 ji je bila posvečena posebna številka revije Neurochemical Research.
- Leta 1965 jo je San Francisco Examiner imenoval za eno od desetih najbolj uglednih žensk na območju zaliva. [10]
- Nagrada fakultete Raskob za raziskovalce na katoliških univerzah, Univerza Georgetown, 1956

## Izbrane publikacije
- Beljakovine možganov in cerebrospinalna tekočina v zdravju in bolezni (1982).
- Hans Albert Einstein: Spomini na njegovo življenje in naše skupno življenje (1992).
- Nakao, Akira; Davis, William J.; Einstein, Elizabeth Roboz (29. november 1966). »Basic proteins from the acidic extract of bovine spinal cord: I. Isolation and characterization«. Biochimica et Biophysica Acta (BBA) - General Subjects (v angleščini). 130 (1): 163–170. doi:10.1016/0304-4165(66)90019-5. ISSN 0304-4165.
- Einstein, Elizabeth Roboz; Robertson, Duncan M.; DiCaprio, Joseph M.; Moore, William (Julij 1962). »The Isolation from Bovine Spinal Cord of a Homogeneous Protein with Encephalitogenic Activity«. Journal of Neurochemistry (v angleščini). 9 (4): 353–361. doi:10.1111/j.1471-4159.1962.tb09461.x. ISSN 0022-3042. PMID 13889647.